# Perciformes (classification classique)
 (mars 2008).

## Introduction
Cette page a pour objet de présenter la classification classique des Perciformes.

## Liste des familles

### SelonWorld Register of Marine Species
Selon World Register of Marine Species (27 janvier 2025) :
- sous-ordre Bembropoidei
  - Actuellement considéré comme accepté par WoRMS, mais sans aucune famille mentionnée.
- sous-ordre Channoidei
  - Actuellement considéré comme accepté par WoRMS, mais sans aucune famille mentionnée.

- sous-ordre Cottoidei
  - famille Agonidae Swainson, 1839
  - famille Anoplopomatidae Jordan & Gilbert, 1883
  - famille Bathylutichthyidae Balushkin & Voskoboynikova, 1990
  - famille Cottidae Bonaparte, 1831
  - famille Cottocomephoridae Berg, 1906
  - famille Cyclopteridae Bonaparte, 1831
  - famille Ereuniidae Jordan & Snyder, 1901
  - famille Hemitripteridae Gill, 1865
  - famille Hexagrammidae Jordan, 1888
  - famille Jordaniidae Jordan & Evermann, 1898
  - famille Liparidae Gill, 1861
  - famille Psychrolutidae Günther, 1861
  - famille Rhamphocottidae Jordan & Gilbert, 1883
  - famille Zaniolepididae Jordan & Gilbert, 1883
- sous-ordre Gasterosteoidei
  - famille Aulorhynchidae Gill, 1861
  - famille Gasterosteidae Bonaparte, 1831
  - famille Hypoptychidae Steindachner, 1880
- sous-ordre Notothenioidei
  - famille Artedidraconidae Andriashev, 1967
  - famille Bathydraconidae Regan, 1913
  - famille Bovichtidae Gill, 1862
  - famille Channichthyidae Gill, 1861
  - famille Eleginopidae Gill, 1893
  - famille Harpagiferidae Gill, 1861
  - famille Nototheniidae Günther, 1861
  - famille Pseudaphritidae McCulloch, 1929
- sous-ordre Percoidei
  - famille Anthiadidae Poey, 1861
  - famille Bembropidae Regan, 1913
  - famille Caesioscorpididae Parenti & Randall, 2020
  - famille Datnioididae Fowler, 1931
  - famille Epinephelidae Bleeker, 1874
  - famille Grammistidae Bleeker, 1857
  - famille Hapalogenyidae
  - famille Liopropomatidae Poey, 1867
  - famille Niphonidae Jordan, 1923
  - famille Percidae Rafinesque, 1815
  - famille Serranidae Swainson, 1839
  - famille Trachinidae Rafinesque, 1815
- sous-ordre Percophoidei
  - famille Percophidae Swainson, 1839
- sous-ordre Scorpaenoidei
  - famille Apistidae Gill, 1859
  - famille Aploactinidae Jordan & Starks, 1904
  - famille Bembridae Kaup, 1873
  - famille Congiopodidae Gill, 1889
  - famille Eschmeyeridae Mandrytsa, 2001
  - famille Gnathanacanthidae Gill, 1892
  - famille Hoplichthyidae Kaup, 1873
  - famille Neosebastidae Matsubara, 1943
  - famille Normanichthyidae Clark, 1937
  - famille Pataecidae Gill, 1872
  - famille Peristediidae Jordan & Gilbert, 1883
  - famille Perryenidae Honma, Imamura & Kawai, 2013
  - famille Platycephalidae Swainson, 1839
  - famille Plectrogeniidae Fowler, 1938
  - famille Scorpaenidae Risso, 1827
  - famille Sebastidae Kaup, 1873
  - famille Setarchidae Matsubara, 1943
  - famille Synanceiidae Swainson, 1839
  - famille Tetrarogidae Smith, 1949
  - famille Triglidae Rafinesque, 1815
- sous-ordre Uranoscopoidei
  - famille Ammodytidae Bonaparte, 1835
  - famille Cheimarrichthyidae Regan, 1913
  - famille Pinguipedidae Günther, 1860
  - famille Trichodontidae Bleeker, 1859
  - famille Uranoscopidae Bonaparte, 1831
- sous-ordre Zoarcoidei
  - famille Anarhichadidae Bonaparte, 1835
  - famille Bathymasteridae Jordan & Gilbert, 1883
  - famille Cebidichthyidae Gill, 1862
  - famille Cryptacanthodidae Gill, 1861
  - famille Eulophiidae Smith, 1902
  - famille Lumpenidae Jordan & Evermann, 1898
  - famille Neozoarcidae Jordan & Snyder, 1902
  - famille Opisthocentridae Jordan & Evermann, 1898
  - famille Pholidae Gill, 1893
  - famille Ptilichthyidae Jordan & Gilbert, 1883
  - famille Scytalinidae Jordan & Starks, 1895
  - famille Stichaeidae Gill, 1864
  - famille Zaproridae Jordan, 1896
  - famille Zoarcidae Swainson, 1839

### SelonITIS
- sous-ordre Acanthuroidei
  - famille Acanthuridae
  - famille Ephippidae
  - famille Luvaridae
  - famille Scatophagidae
  - famille Siganidae
  - famille Zanclidae
- sous-ordre Anabantoidei
  - famille Anabantidae
  - famille Helostomatidae
  - famille Osphronemidae Bleeker, 1859
- sous-ordre Blennioidei
  - famille Blenniidae
  - famille Chaenopsidae
  - famille Clinidae
  - famille Dactyloscopidae
  - famille Labrisomidae
  - famille Tripterygiidae
- sous-ordre Callionymoidei
  - famille Callionymidae
  - famille Draconettidae
- sous-ordre Channoidei
  - famille Aenigmachannidae Britz, Dahanukar, Anoop, Philip, Clark, Raghavan and Rüber, 2020
  - famille Channidae Fowler, 1934
- sous-ordre Elassomatoidei
  - famille Elassomatidae
- sous-ordre Gobiesocoidei
  - famille Gobiesocidae
- sous-ordre Gobioidei
  - famille Eleotridae
  - famille Gobiidae
  - famille Kraemeriidae
  - famille Microdesmidae
  - famille Odontobutidae
  - famille Rhyacichthyidae
  - famille Schindleriidae
  - famille Xenisthmidae
- sous-ordre Icosteoidei
  - famille Icosteidae
- sous-ordre Kurtoidei
  - famille Kurtidae
- sous-ordre Labroidei
  - famille Cichlidae
  - famille Embiotocidae
  - famille Labridae Cuvier, 1816
  - famille Odacidae
  - famille Pomacentridae
  - famille Scaridae Rafinesque, 1810
- sous-ordre Notothenioidei
  - famille Bathydraconidae
  - famille Bovichthyidae
  - famille Channichthyidae
  - famille Harpagiferidae
  - famille Nototheniidae

- sous-ordre Percoidei
  - famille Acropomatidae
  - famille Aplodactylidae
  - famille Apogonidae
  - famille Arripidae
  - famille Banjosidae
  - famille Bathyclupeidae
  - famille Bramidae
  - famille Callanthiidae
  - famille Carangidae Rafinesque, 1815
  - famille Caristiidae
  - famille Centracanthidae
  - famille Centrarchidae
  - famille Centrogeniidae
  - famille Centropomidae
  - famille Cepolidae
  - famille Chaetodontidae
  - famille Chandidae
  - famille Cheilodactylidae
  - famille Chironemidae
  - famille Cirrhitidae
  - famille Coryphaenidae
  - famille Datnioididae
  - famille Dichistiidae
  - famille Dinolestidae
  - famille Dinopercidae
  - famille Drepaneidae Gill, 1972
  - famille Echeneidae
  - famille Emmelichthyidae
  - famille Enoplosidae
  - famille Epigonidae
  - famille Gerreidae
  - famille Glaucosomatidae
  - famille Grammatidae
  - famille Haemulidae
  - famille Howellidae
  - famille Inermiidae
  - famille Kuhliidae
  - famille Kyphosidae
  - famille Lactariidae

- - famille Lateolabracidae Springer and Raasch, 1995
  - famille Latridae
  - famille Leiognathidae
  - famille Leptobramidae
  - famille Lethrinidae
  - famille Lobotidae
  - famille Lutjanidae Gill, 1861
  - famille Malacanthidae
  - famille Menidae
  - famille Monodactylidae
  - famille Moronidae
  - famille Mullidae
  - famille Nandidae
  - famille Nematistiidae
  - famille Nemipteridae
  - famille Notograptidae
  - famille Opistognathidae
  - famille Oplegnathidae
  - famille Ostracoberycidae
  - famille Pempheridae
  - famille Pentacerotidae
  - famille Percichthyidae
  - famille Percidae
  - famille Plesiopidae
  - famille Polycentridae
  - famille Polynemidae
  - famille Polyprionidae
  - famille Pomacanthidae
  - famille Pomatomidae
  - famille Priacanthidae
  - famille Pseudochromidae
  - famille Rachycentridae
  - famille Sciaenidae
  - famille Scombropidae
  - famille Serranidae
  - famille Sillaginidae
  - famille Sparidae
  - famille Sphyraenidae
  - famille Symphysanodontidae Lee, 1989
  - famille Terapontidae
  - famille Toxotidae

- sous-ordre Scombroidei
  - famille Gempylidae
  - famille Scombridae
  - famille Scombrolabracidae
  - famille Trichiuridae
- sous-ordre Stromateoidei
  - famille Amarsipidae
  - famille Ariommatidae
  - famille Centrolophidae
  - famille Nomeidae
  - famille Stromateidae
  - famille Tetragonuridae
- sous-ordre Trachinoidei
  - famille Ammodytidae
  - famille Champsodontidae
  - famille Cheimarrhichthyidae
  - famille Chiasmodontidae
  - famille Creediidae
  - famille Leptoscopidae
  - famille Percophidae
  - famille Pholidichthyidae
  - famille Pinguipedidae
  - famille Trachinidae
  - famille Trichodontidae
  - famille Trichonotidae
  - famille Uranoscopidae
- sous-ordre Xiphioidei
  - famille Istiophoridae
  - famille Xiphiidae
- sous-ordre Zoarcoidei
  - famille Anarhichadidae Bonaparte, 1846
  - famille Bathymasteridae Jordan and Gilbert, 1883
  - famille Cryptacanthodidae Gill, 1861
  - famille Pholidae Gill, 1893
  - famille Ptilichthyidae Jordan and Gilbert, 1883
  - famille Scytalinidae Jordan and Evermann, 1898
  - famille Stichaeidae Gill, 1864
  - famille Zaproridae Jordan and Evermann, 1898
  - famille Zoarcidae Swainson, 1839

### SelonFishBase
- Sous-ordre Bembropoidei
  - famille Bembropidae

- Sous-ordre Cottoidei
  - famille Agonidae
  - famille Cottidae
  - famille Liparidae
  - famille Psychrolutidae
  - famille Anoplopomatidae
  - famille Cyclopteridae
  - famille Rhamphocottidae
  - famille Hexagrammidae
  - famille Jordaniidae
  - famille Zaniolepididae

- Sous-ordre Gasterosteoidei
  - famille Gasterosteidae
  - famille Hypoptychidae
  - famille Aulorhynchidae

- Sous-ordre Notothenioidei
  - famille Bathydraconidae
  - famille Nototheniidae
  - famille Artedidraconidae
  - famille Bovichtidae
  - famille Channichthyidae
  - famille Eleginopidae
  - famille Harpagiferidae
  - famille Pseudaphritidae

- Sous-ordre Percoidei
  - famille Percidae
  - famille Trachinidae
  - famille Niphonidae

- Sous-ordre Percophoidei
  - famille Percophidae

- Sous-ordre Serranoidei
  - famille Anthiadidae
  - famille Epinephelidae
  - famille Grammistidae
  - famille Liopropomatidae
  - famille Serranidae
  - famille Caesioscorpididae

- Sous-ordre Scorpaenoidei
  - famille Sebastidae
  - famille Tetrarogidae
  - famille Aploactinidae
  - famille Pataecidae
  - famille Zanclorhynchidae
  - famille Platycephalidae
  - famille Apistidae
  - famille Triglidae
  - famille Bembridae
  - famille Scorpaenidae
  - famille Synanceiidae
  - famille Congiopodidae
  - famille Setarchidae
  - famille Eschmeyeridae
  - famille Peristediidae
  - famille Gnathanacanthidae
  - famille Hoplichthyidae
  - famille Neosebastidae
  - famille Normanichthyidae
  - famille Perryenidae
  - famille Plectrogeniidae

- Sous-ordre Uranoscopoidei
  - famille Ammodytidae
  - famille Trichodontidae
  - famille Uranoscopidae
  - famille Cheimarrichthyidae
  - famille Pinguipedidae

- Sous-ordre Zoarcoidei
  - famille Zoarcidae
  - famille Stichaeidae
  - famille Lumpenidae
  - famille Anarhichadidae
  - famille Pholidae
  - famille Opisthocentridae
  - famille Eulophiidae
  - famille Bathymasteridae
  - famille Cebidichthyidae
  - famille Cryptacanthodidae
  - famille Neozoarcidae
  - famille Ptilichthyidae
  - famille Scytalinidae
  - famille Zaproridae

## En savoir plus